# Delbert Ray Fulkerson
Delbert Ray Fulkerson (14. srpna 1924, Tamms, Illinois – 10. ledna 1976, Ithaca, New York) byl americký matematik. Věnoval se především diskrétní matematice. Jeho největším přínosem bylo spoluobjevení Ford-Fulkersonova algoritmu.

## Profesní život
Fulkerson vystudoval University of Wisconsin-Madison, kde získal roku 1951 titul Ph.D. za práci Quasi-Hermite Forms of Row-Finite Matrices pod vedením Cyruse MacDufeeho. Článek, v němž prezentoval Ford-Fulkersonův algoritmus publikoval spolu s Lesterem Randolphem Fordem v roce 1956.

## Fulkersonova cena
Od roku 1979 udělují American Mathematical Society spolu s Mathematical Programming Society cenu nazvanou na počest Delberta Fulkersona Fulkersonova cena. Cena se udílí každé tři roky za výjimečné články z oblasti diskrétní matematiky.